# Projektphase
Je nach Größe können Projekte in Abschnitte oder Phasen gegliedert werden. Projektphasen enden jeweils mit einem Meilenstein, dessen Erreichen ein Maß für den Fortschritt des Projekts ist. Eine zeitliche und inhaltliche Überlappung von Projektphasen ist möglich, aber nicht üblich. Bei iterativen Vorgehensmodellen können unterschiedliche Arbeitspakete in unterschiedlichen Phasen sein. In didaktischen Projekten wird das Wort als Fachausdruck im Sinne einer Folge von „Ablauf-Phasen“ verwendet, die den Verlauf des einzelnen Lernprojekts strukturieren.

## Struktur Phasenmodelle
Es gibt unterschiedliche Phasenmodelle (standardisierte Projektstrukturen für die Erstellung des Projektprodukts), je nachdem, welche Art Projektprodukt erstellt wird.
In Softwareprojekten wird man in aller Regel Modelle, wie
1. Analyse
2. Design
3. Entwicklung
4. Test
5. Auslieferung

wählen. Es gibt am Markt unterschiedliche Modelle, welche zum Teil die Produkterstellung mit den Projektmanagementaktivitäten vermischen. In diesem Fall spricht man dann eher von Vorgehensmodellen statt von Phasenmodellen. Für den Bau eines Hauses wird man demnach völlig andere Projektphasen wählen.

## Wasserfall und iterative Phasenmodelle
Finden die verschiedenen Phasen der Projektprodukterstellung komplett sequenziell statt, spricht man von einem Wasserfallmodell. In der Praxis hat sich ein wasserfallartiges (also komplett sequenzielles) Vorgehen insbesondere für langlaufende Projekte als ungünstig herausgestellt. Grund dafür ist, dass sich die Anforderungen an ein Projektprodukt im Laufe der Zeit durch Erkenntnisgewinn oder Veränderungen am Markt (Endnutzer) verändern. Dies erfordert dann nachträgliche Änderungen in schon abgeschlossenen Projektphasen (beispielsweise Aktualisierung von Analyse und Design, wenn zusätzliche Funktionalitäten benötigt werden).
Iterative Modelle optimieren dieses Vorgehen, indem Teilfunktionalitäten nacheinander oder zumindest versetzt durch das Phasenmodell gesteuert werden. Hierbei werden beispielsweise zuerst die vermutlich stabilen Kernkomponenten entwickelt und die "Zusatzfeatures" werden erst viel später umgesetzt, um die aktuellen Marktgegebenheiten zu berücksichtigen.

## Beispiele für Phasenmodelle

### Modell Bauplanung
Phasen und Teilphasen nach Modell Bauplanung SIA 112 (SIA: schweizerischer ingenieur- und architektenverein)
1 Strategische Planung
11 Bedürfnisformulierung, Lösungsstrategien
2 Vorstudien
21 Definition des Vorhabens, Machbarkeitsstudie
22 Auswahlverfahren
3 Projektierung
31 Vorprojekt
32 Bauprojekt
33 Bewilligungsverfahren
4 Ausschreibung
41 Ausschreibung, Offertenvergleich, Vergabeantrag
5 Realisierung
51 Ausführungsplanung
52 Ausführung
53 Inbetriebnahme, Abschluss

### Anlagenbau
Allgemeines Phasenmodell für den Anlagen- und Instrumentenbau
- (A) Konzeptphase (Conceptual Phase) mit der 
System-Konzeptüberprüfung (SCR System Concept Review)
- (B) Definitionsphase (Definition Phase) mit der 
System-Spezifikationsüberprüfung (SSR System Specification Review)
- (C/D) Entwurfs- und Entwicklungsphase (Design and Development Phase) mit der
 vorläufigen Entwurfsüberprüfung (PDR Preliminary Design Review) und der 
kritischen Entwurfsüberprüfung (CDR Critical Design Review)
- (E/F) Fertigungs-, Betriebs- und Wartungsphase (Deployment and Operational phase) mit der 
 System-Produktionsüberprüfung (System Production Review)
- (G) Stilllegungsphase

### Raumfahrt

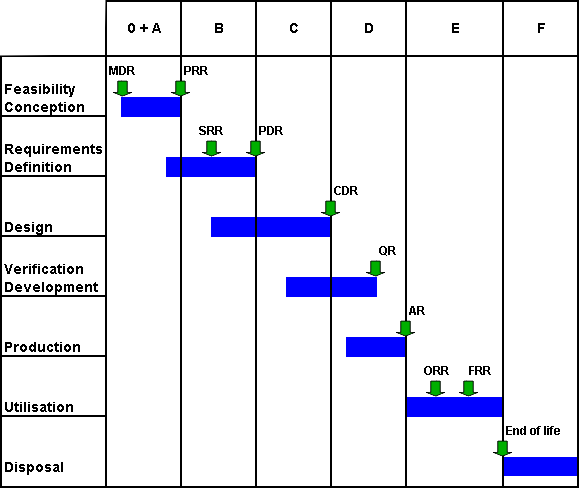
Projektphasen nach ECSS

Phasenmodell der European Cooperation for Space Standardization (ECSS) für Raumfahrtmissionen.
Zur Beachtung:
Die ECSS-Definition basiert auf CNES-Programmlogik mit geringerer Gewichtung für den PDR; alle internationalen und größeren ESA-Programme (z. B. Spacelab, Columbus) wurden nach der NASA-Definition durchgeführt, d. h., der PDR ist Teil der Phase C (Preliminary Design), wie im obigen Beispiel Anlagenbau. Seine Ergebnisse (u. a.  Qualifikation durch Analyse) geben die Fertigung der "engineering models", basierend auf formell freigegebenen und kontrollierten Zeichnungen, frei. Der Abschluss-Review einer Phase B beinhaltet jedoch nur Beschreibungen und "viewgraphs" (manchmal System Configuration oder System Definition Review genannt), denn die Geldmittel für Phase B sind normalerweise limitiert, weil sie durch mehrere Konkurrenten durchgeführt wird oder die komplette Programmfreigabe erst nach Vorlage eines verbindlichen Angebotes für die gesamte Entwicklungsphase C/D erteilt werden kann, welches auf Basis der Phase B Ergebnisse erstellt wird.
Da das ECSS-Diagramm die Unterteilung in die Phasen C und D nicht zeigt, ist die Zuordnung des PDR zur Phase B nicht richtig. Ebenso gehören die Ereignisse QR und FAR zur Phase D und werden durch den C/D - Vertrag abgedeckt.
Phase 0
TRL: 1-2
Vorbereitungsphase oder Mission Analysis
Abschluss: Mission Definition Review (MDR)
Phase A
TRL: 2-3
Konzeption oder Feasibility.
Abschluss: Preliminary Requirement Review (PRR)
Phase B
TRL: 4-5
Definitionsphase oder Preliminary Definition phase.
Zwischenbericht (teilt Phase in B1 und B2): System Requirements Review (SRR)
Abschluss: System Definition Review (SDR)
Phase C
TRL : 6-8
Entwurfsphase oder Preliminary Design
Start: Vertragsabschluss für Phase C/D
Abschluss: Preliminary Design Review (PDR), Freigabe Fertigung Engineering Models
Phase D
Entwicklung und Lieferung oder Final Design
Entwurfsfreigabe: Critical Design Review (CDR), Freigabe Fertigung Flight Models
Qualifikationsabschluss: Qualification Review (QR), Bestätigung der Erfüllung aller Anforderungen
Abschluss: Acceptance Review (AR), Lieferung mit Bestätigung, dass keine Fertigungs- oder Materialfehler vorhanden sind
Phase E
Einsatz oder Utilization
Zwischenbericht: Operational Readiness Review (ORR)
Zwischenbericht: Flight Readiness Review (FRR)
Zwischenbericht: Launch Readiness Review (LRR)
Abschluss:  Flight Qualification Review (FQR)
Abschluss: End of Life Review (EOLR)
Phase F
Entsorgung oder Disposal

### Technische Aufgaben
Phasenmodell für technische Aufgaben
- Konzeption
- Planung
- Realisierung
- Test
- Einführung
- Nutzung

### Organisationsprojekte
Phasenmodell für Organisationsprojekte
- IST-Analyse
- Zielplanung
- SOLL-Konzeption
- Pilotanwendung
- Evaluierung Pilotversuch
- Umsetzung Gesamtkonzept
- Schulung
- Evaluierung

### Investitionsprojekte
Phasenmodell für Investitionsprojekte
- Engineering
- Behördenverfahren
- Beschaffung
- Bau und Montage
- Inbetriebnahme
- Schulung und Dokumentation
- Planung der Nutzung

## Phasenstruktur didaktischer Projekte
Didaktische Projekte in Form des historischen Projektunterrichts kennzeichnet ein bestimmter Aufbau, der das Bildungsgeschehen im methodischen und organisatorischen Ablauf strukturiert. Dafür finden die Fachausdrücke „Phasenstruktur“ bzw. „Ablaufphase“ oder „Projektphase“ Verwendung.
Im Rahmen dieser Lehr- und Lernform entwickeln sich die interdisziplinär gestalteten Unterrichtsprozesse in sogenannten „Ablaufphasen“. Ein Lernprojekt bestimmt sich durch eine bestimmte „Phasenstruktur“, die streng einzuhalten ist, wenn ein anspruchsvolles Projekt erfolgreich absolviert werden soll. Von den Gründungsvätern der Projektarbeit wie dem US-amerikanischen Pädagogen John Dewey und seinem Schüler William Heard Kilpatrick waren bereits zu Beginn des zwanzigsten Jahrhunderts unter den Begriffen project method bzw. progressive Erziehung wesentliche Grundstrukturen für das Gelingen eines Lernprojekts vorgegeben. Diese wurden ab den 1970er-Jahren mit der Wiederbelebung und didaktischen Ausgestaltung der Methode durch Erziehungswissenschaftler wie Siegbert Warwitz (1974), Peter Struck (1975), Herbert Gudjons (1978) oder Karl Frey (1982) zu einer anspruchsvollen, interdisziplinär angelegten Lehr- und Lernform ausgestaltet, die sich im gesamten Bildungswesen von der Grundschule bis in die Hochschullehre etablierte. Die Didaktiker Siegbert A. Warwitz und Anita Rudolf beschreiben die folgende Phasenstruktur mit sechs Ablaufphasen als konstitutiv für das Gelingen eines anspruchsvollen Lehr- und Lernprojekts:
- Die Sondierungsphase

hat die Funktion, das Vorfeld des geplanten Projekts, etwa die sachlichen, personellen, finanziellen und organisatorischen Möglichkeiten der Aufgabenstellung sowie den Entwicklungsstand und das Sozialgefüge der vorgesehenen Projektgruppe zu prüfen.
- Die Motivationsphase

muss Interesse am Arbeitsthema wecken, geeignete Mitarbeiter gewinnen, eine tragfähige Motivation schaffen und eine einvernehmliche Zielvorstellung erreichen.
- Die Planungsphase

befasst sich mit dem gemeinsamen Produzieren von Ideen, mit der Festlegung der Teilziele, der Fächerbeteiligung, des Zeitrahmens, dem Abschluss eines für alle Teilnehmer bindenden 'Projektvertrags'.
- Die Vorbereitungsphase

regelt die Geld- und Materialbeschaffung, die Gruppeneinteilung, die Vergabe von Arbeitsaufträgen, die Aneignung projektbezogener Grundfertigkeiten.
- Die Realisierungsphase

geht an die konkrete Bearbeitung der selbst gestellten Aufgaben in Richtung des Projektziels.
- Die Rückbesinnungsphase

begutachtet den Projekterfolg anhand der Dokumentation und Präsentation der Projektergebnisse, reflektiert die Lernprozesse, plant eventuell ein Folgeprojekt.
Die Phasen bilden ein Gerüst, an dessen Struktur sich das Projekt allmählich aufbauen kann.
Sie können bei fortgeschrittener Projekterfahrung der Lehrenden und Lernenden auch fließend ineinander übergehen. In der Vorform des projektorientierten Unterrichts spielt die Phasenstruktur noch eine untergeordnete Rolle.